# Kőszegské pohoří
Kőszegské (počeštěně Kysecké) pohoří (německy Günser Gebirge či Günser Bergland, maďarsky Kőszegi-hegység; někdy se gramaticky nesprávně uvádí i jako Günserské hory) je malé zalesněné pohoří na hranici mezi Rakouskem a Maďarskem. Hornatá oblast je geologicky spjata přes Centrální krystalické Alpy s Vysokými Taurami, i když už leží na přechodu do Panonské pánve. Je nejvýše položenou oblastí rakouského Burgenlandu i maďarského Zadunají, stoupá od úpatí na úrovni kolem 300 metrů až téměř do 900 metrů nad mořem.
Geologicky se Kőszegské pohoří někdy nazývá Rechnitzer Schiefergebirge („Rechnitzské břidličné pohoří“) a tektonicky Rechnitzer Fenster („Rechnitzské okno“).

## Název
Pohoří se jmenuje podle maďarského města Kőszeg (česky zastarale Kysek), které se nachází na jeho východním úpatí. Německy se město nazývá Güns, stejně jako řeka jím protékající (maďarsky Gyöngyös), takže z rakouského pohledu se hory mohou nazývat i podle ní. Geologické názvy jsou zase odvozeny od rakouské obce Rechnitz na jižní straně.

## Geografie
Mírně zvlněné, místy ale poměrně prudce se zvedající hory mají rozlohu asi 15 × 20 km. Zhruba ¾ území se nachází v rakouském Burgenlandu (okresy Oberpullendorf a Oberwart), východní konec pak v maďarské župě Vas (okres Kőszeg), přičemž pro oba celky se jedná o nejvyšší pohoří. Leží mezi městy Oberwart, Oberpullendorf a Kőszeg. Na severozápadě na něj navazuje dolnorakouský region Bucklige Welt. Z jižní strany je odvodňují řeky Pinka a Répce, zatímco řeka Güns/Gyöngyös, která tvoří severní hranici pohoří, teče na východ přímo do Ráby.
Téměř úplně zalesněný hřbet (47°17'až 47°25' severní šířky, 16°18' až 16° 32' východní délky) je překonáván zemskou silnicí B56 Lockenhaus – Rechnitz, jejíž převýšení od úpatí do sedla je asi 500 metrů. Na západním okraji vede „Schlösserstraße“ z Kirchschlagu, případně Günsecku do Bernsteinu a Stadtschlainingu a dále do okresního města Oberwart. Kromě zmíněné B56 je zde přístupových silnic do hor jen málo.
Nejvyšší vrcholy jsou Geschriebenstein s nadmořskou výškou 884 metrů a s rozhlednou přímo na státní hranici a Große Hirschenstein (862 m) s rádiovým vysílačem. Geschriebenstein je zároveň nejvyšší horou celého Burgenlandu. Západní hranici vlastního pohoří tvoří sedlo mezi Goberlingem a Holzschlagem ve vyšce přibližně 500 m. Na slunných jižních svazích od Rechnitze po Schlaining se nachází sady a vinice, stejně jako plantáže jedlých kaštanů.

## Geologie
Geologové říkají pohoří také Rechnitzer Schiefergebirge (Rechnitzské břidličné pohoří) a spolu se severně ležícími Bernsteiner Gebirge ho řadí k tzv. Günser Spornu (Günský ostroh). Na jedné straně odděluje střední Burgenland od jižního Burgenlandu a na druhé straně přechází z Malé dunajské nížiny na okraj Alp. Hory jsou složeny z metamorfních, krystalických břidlic (Bündner schist) a vyvřelých hornin (ofiolity), které jsou podobné tzv. Oknu Vysokých Taur, stejně jako Engadinskému a Gargellenově oknu. Obdobné skály jako v Kőszegském pohoří se nacházejí nejen na severu v Bernsteinských horách, ale také 10 km dále na jih u obce Deutsch Schützen-Eisenberg.
Stejně jako Taurské okno zaujímá Kőszegské pohoří, geologicky označované také za Rechnitzské okno, zvláštní postavení. Není to kvůli faktu, že jejich starší geologické horniny vycházejí z mladších terciárních hornin okolí, ale protože se jedná o horniny náležející k penniniku a zde jsou přítomny v tektonickém okně. Geologická stavební jednotka Alp, penninikum, se jinak v Rakousku nenachází na zemském povrchu, s výjimkou výše uvedenou: je pokryta horninami východních Alp, které při tvorbě Alp překryly penninikum z jihu příkrovem tlustým několik set nebo dokonce víc než tisíc metrů. Na severovýchodě se nacházející Semmeringské okno je naproti tomu tektonickým oknem, ale pod staršími identickými stavebními jednotkami jsou mladší jednotky východních Alp.
Kőszegské pohoří má pestré nerostné složení; těžba v nalezištích pyritu u Glashüttenu, chalkopyritů u Schlainingu a azbestu u Rechnitzu je však neekonomická. Na druhou je důležitá těžba antimonu u Stadtschlainingu a serpentinu, a to na svahu Kleine Plischa (639 m), který se vytvořil z penninických ofiolitů.

## Galerie

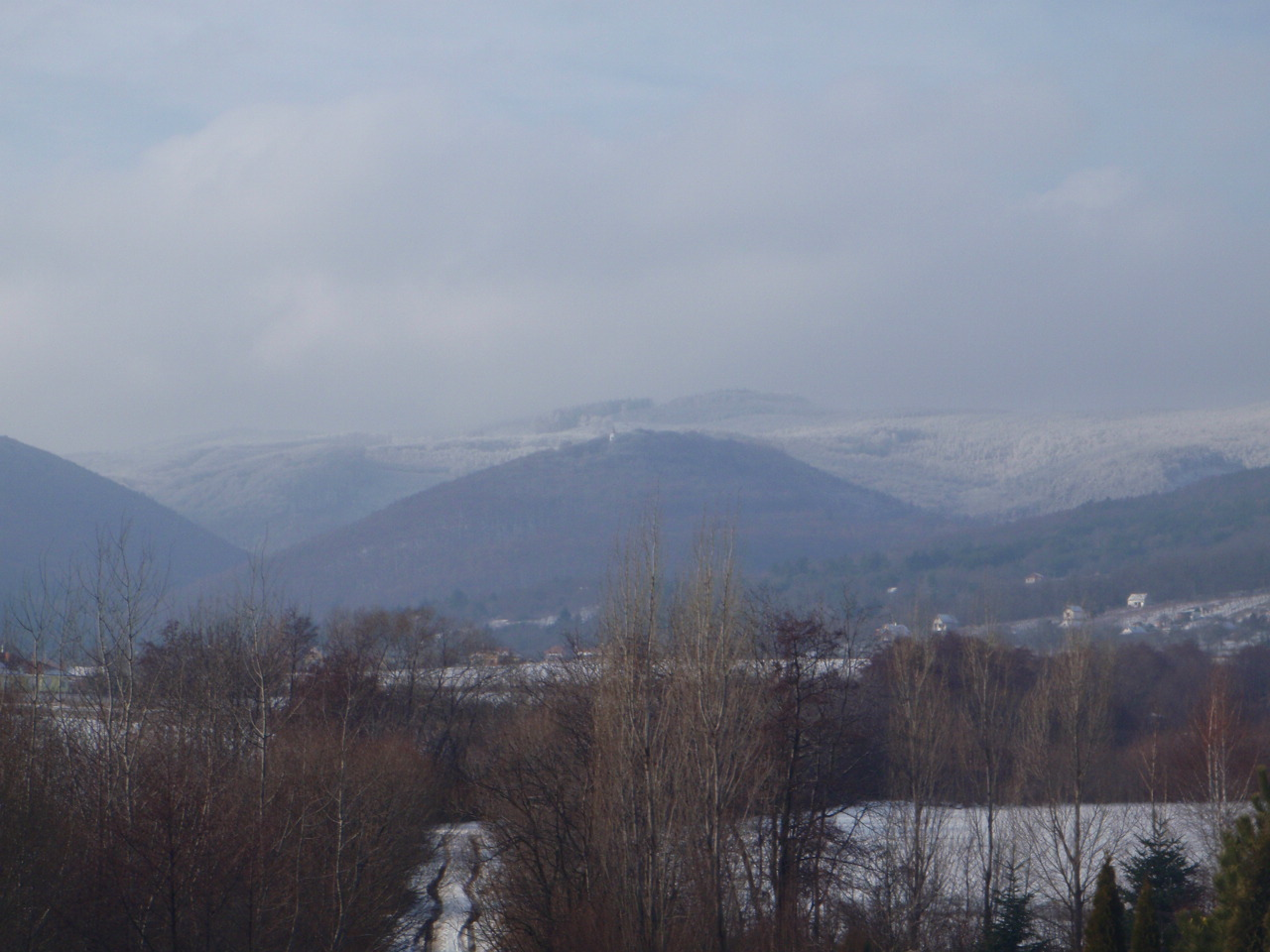
Pohoří v zimě
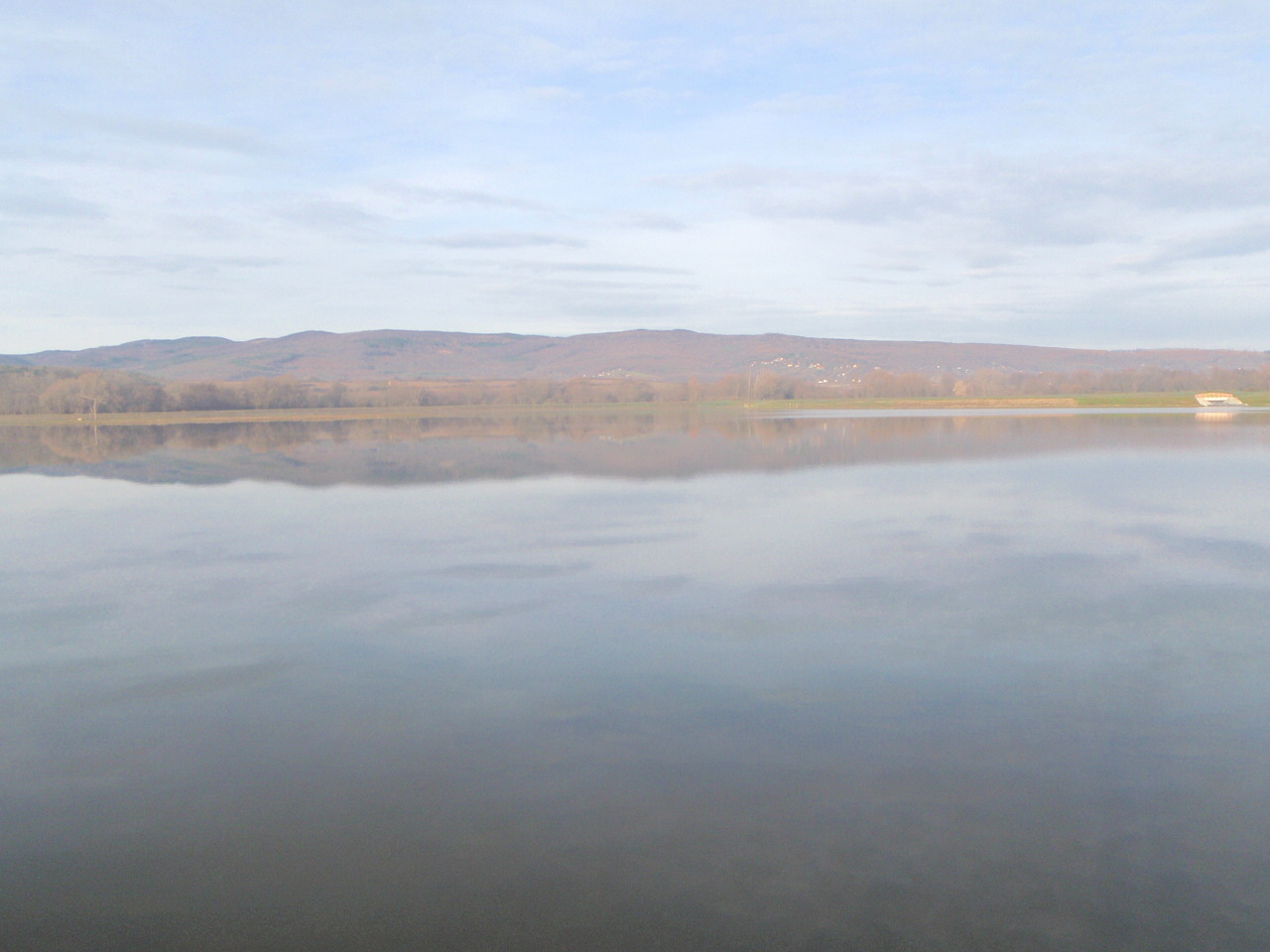
Pohled na pohoří přes hladinu jezera u Kőszegfalvy
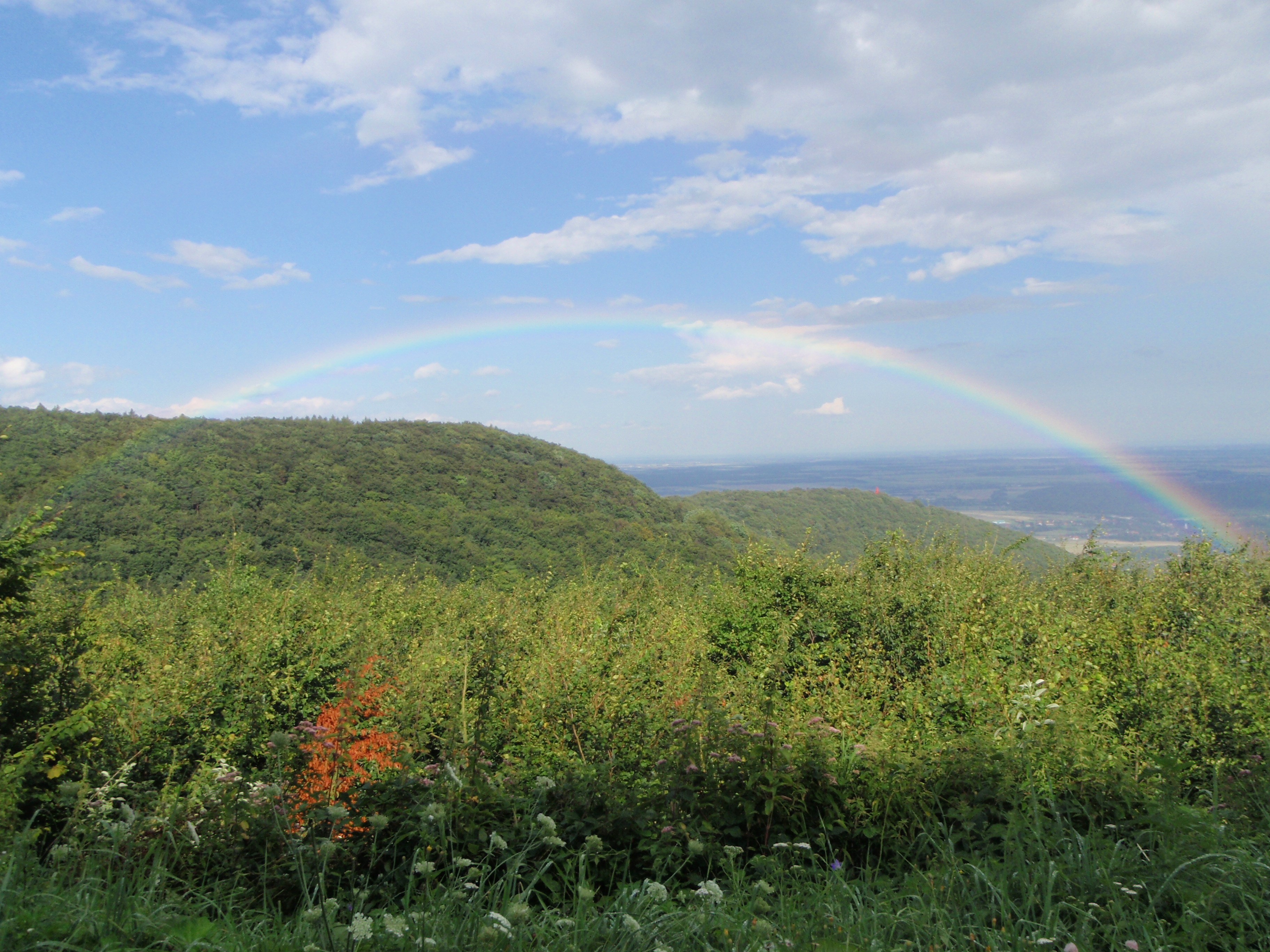
Duha nad pohořím z rakouské strany
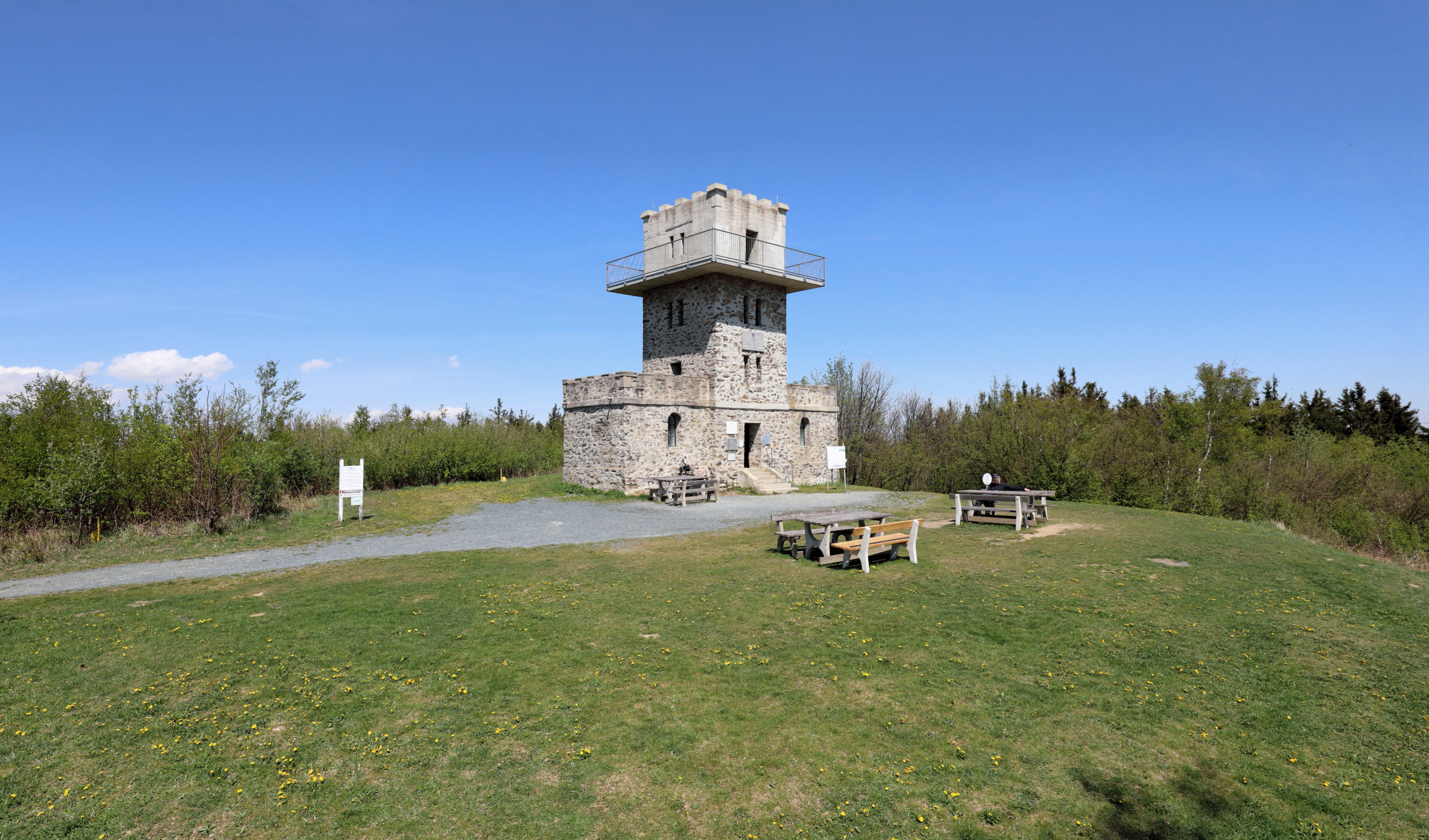
Pohraniční rozhledna na nejvyšším bodě
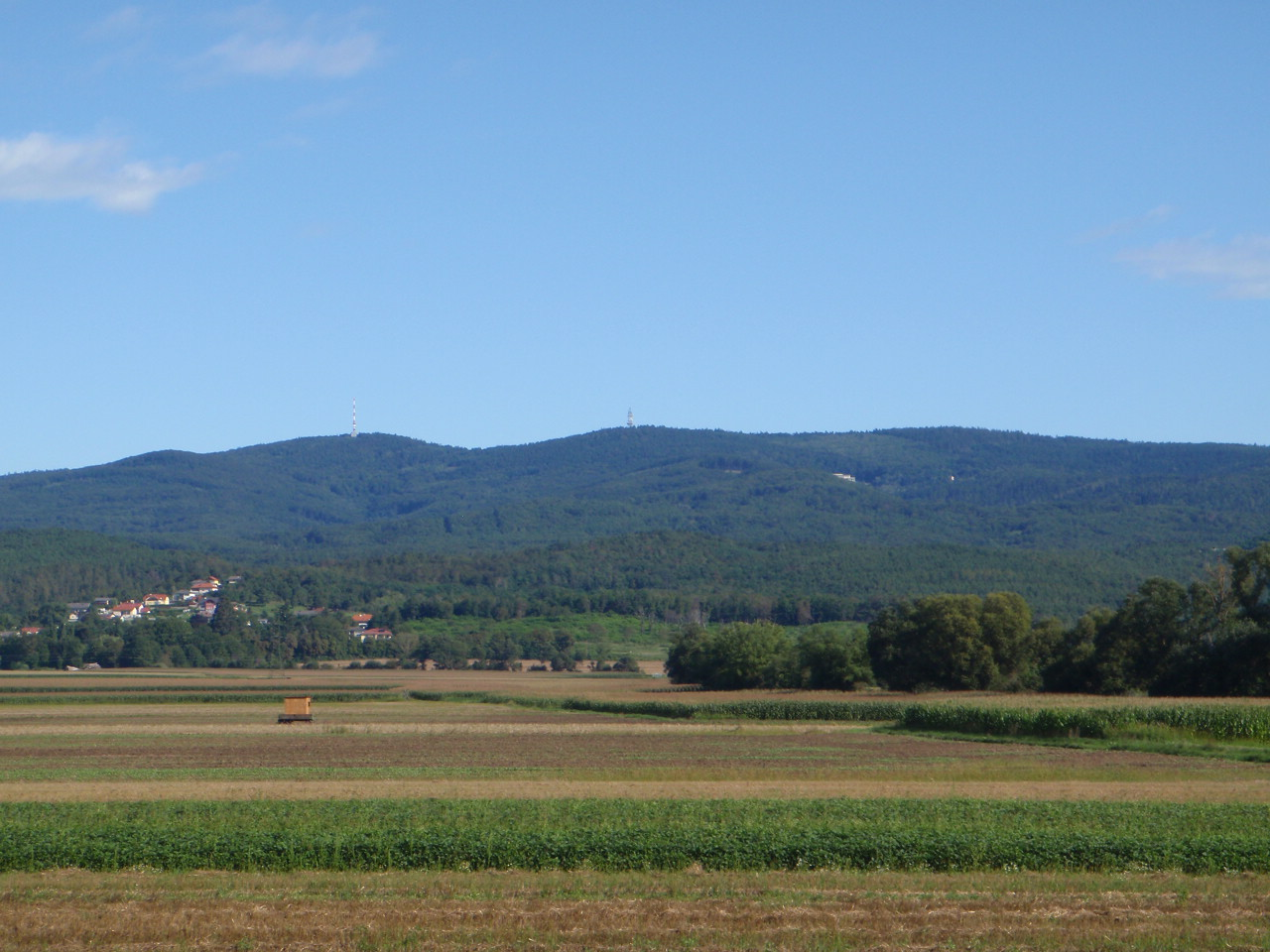
Größer Hirschenstein (862 m), druhý nejvyšší vrchol
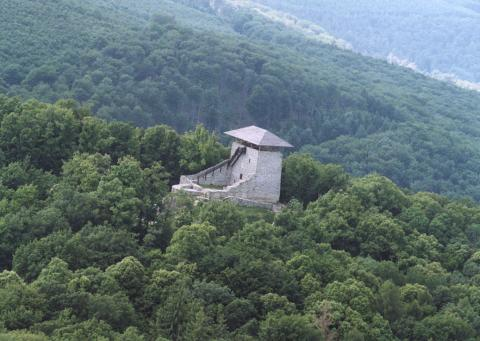
Věž Óház nad Kőszegem
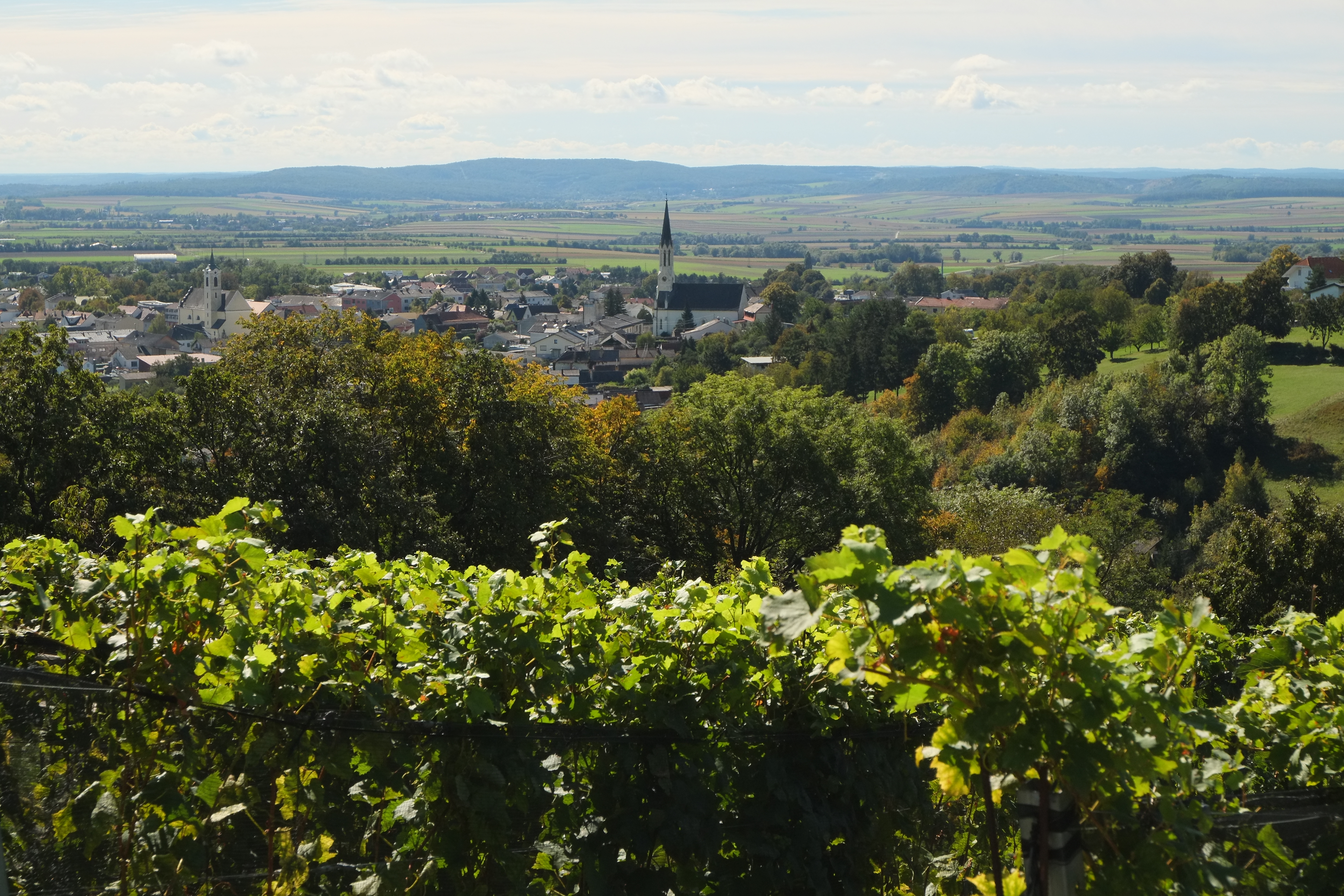
Vinice na jihovýchodním úpatí u Rechnitz
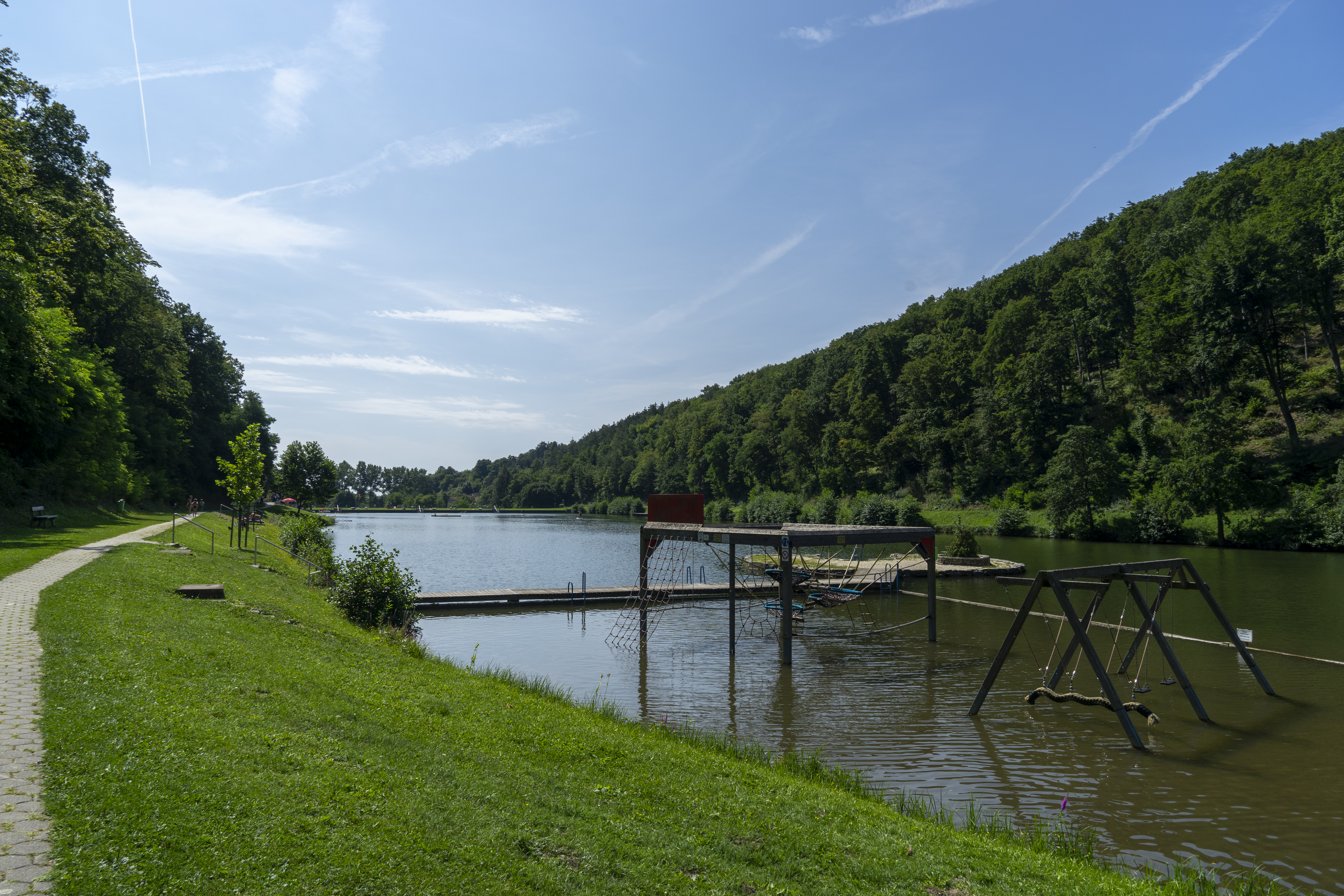
Vodní nádrž Rechnitz